# ビー・マイ・エスケイプ
ビー・マイ・エスケイプ（英語:Be My Escape）は、アメリカ合衆国のロックバンド、リライアントKによる2005年のシングル。アルバム、『ビー・マイ・エスケイプ』からのシングルである。